# 張芹 (嘉靖進士)
張芹（1517年—？），字獻之，號檻泉，山西汾州孝義縣人，軍籍，明朝政治人物。

## 生平
嘉靖十九年（1540年）庚子科山西鄉試第二十三名舉人。嘉靖二十六年（1547年）中式丁未科會試第九十二名，登第三甲第一百八十六名進士。户部觀政，授山东布政司照磨，升安丘县知县，调濬縣知县，升户部主事，歷升员外郎、郎中，出为延安府知府。

## 家族
曾祖張九隆，義官；祖父張翓，義官；父張大綱，州吏目。母趙氏。兄芝（生员）；艾（贡士、举人）；蕃（生员）。子鹭翎、鷼翎。